# 海藤正樹
海藤 正樹（かいとう まさき、1963年9月24日 - ）は、日本の元バレーボール選手。

## 来歴
東海大学在学中の1985年、神戸ユニバーシアードに出場。卒業後、富士フイルムに入社。日本代表としてソウルオリンピックに出場した。

## 球歴
- 全日本としての主な国際大会出場歴
  - ワールドカップ - 1985年
  - オリンピック - 1988年

## 受賞歴
- 1986年 - 第20回日本リーグ サーブ賞